# Durreck
Das Durreck (3135 m, auch Durreckspitze, italienisch Cima Dura) ist der höchste Berg der Durreckgruppe, eines Südtiroler Gebirgszugs, der das Ahrntal im Norden vom Reintal im Süden trennt.

## Lage und Umgebung

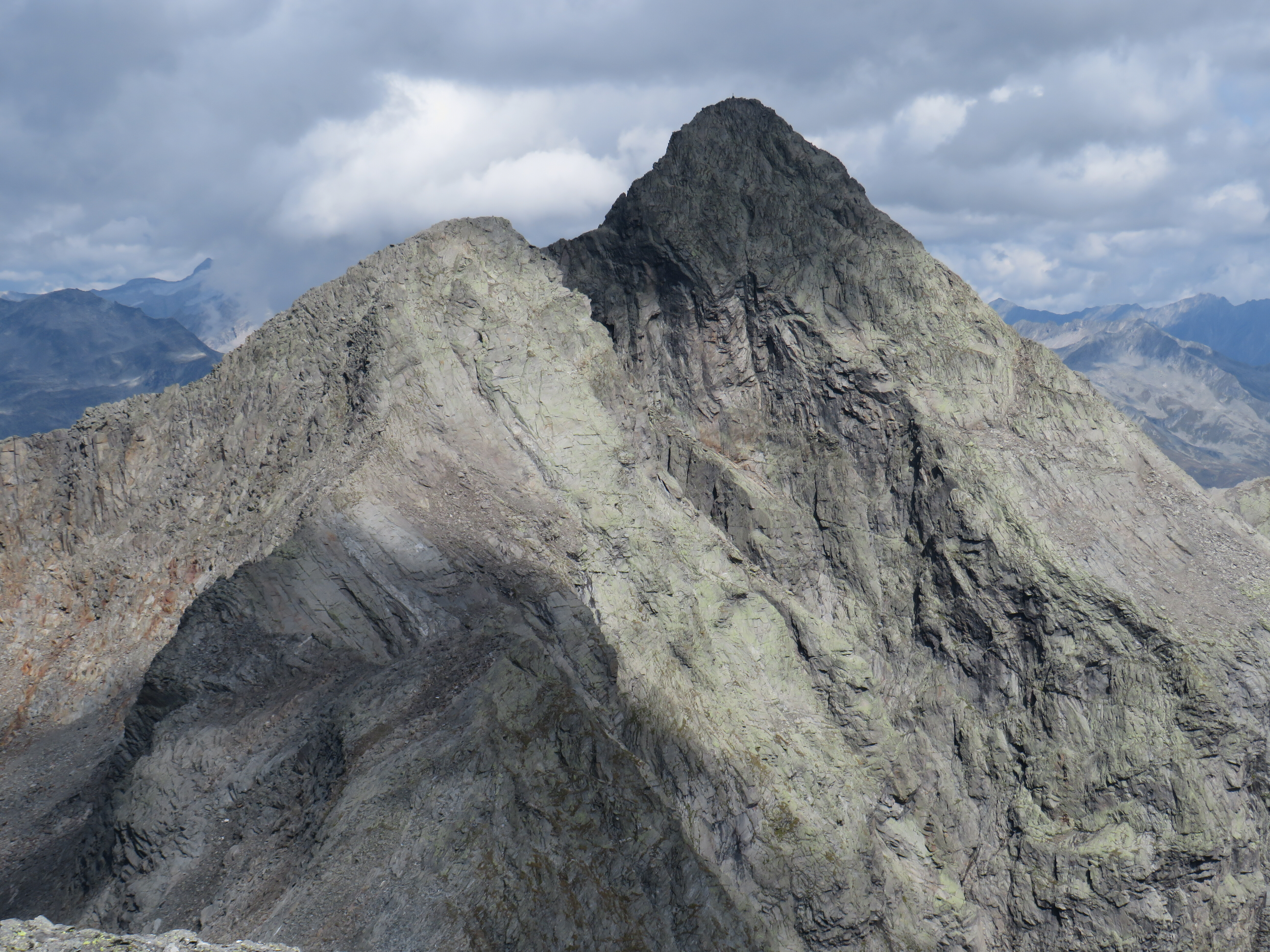
Gipfelaufbau Durreck von Südwesten mit Normalweg

Das Durreck liegt im von Nordosten nach Südwesten verlaufenden Hauptkamm der Gruppe; der Kamm gabelt sich am nur etwa 100 Meter südwestlich liegenden Nebengipfel, dem Zwieselnöckl (3088 m), in einen weiter südlichen verlaufenden Zweig zum Großen Moosstock (3059 m) und einen weiter nördlichen Zweig, der über Klausnock (2819 m), Rauchkofel (2653 m), Pojenspitze (2453 m)  beim Obersteiner Holm (2395 m) oberhalb Luttach ausläuft. Im Nordosten des Durreck ragt in einer Entfernung von einem halben Kilometer ein recht markanter, dennoch namenloser weiterer Nebengipfel (3056 m) auf. Im weiteren nordwestlichen Verlauf des Hauptkamms folgen die Gamskarschneide mit mehreren Erhebungen knapp unterhalb der 3000-Meter-Marke und anschließend der Hirbernock (3010 m).
Nordwestlich des Durreck befindet sich der letzte verbliebene Gletscherrest der Durreckgruppe, das Klausenkees, das 1910 noch bis auf 2300 Meter hinab reichte. Das gesamte Gebiet ist Teil des Naturparks Rieserferner-Ahrn.

## Alpinismus

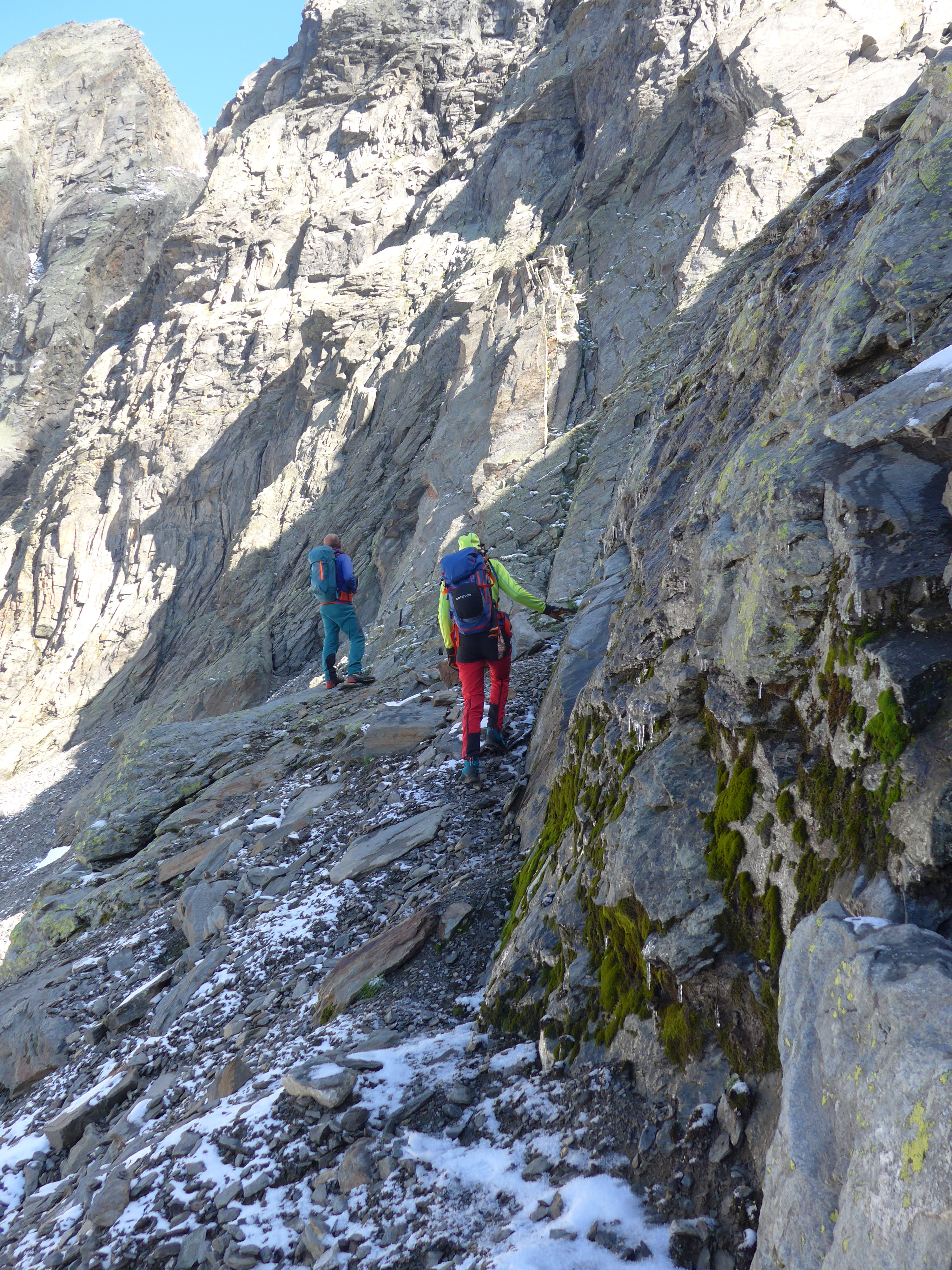
Das Kar südöstlich des Durreck, wo der Normalweg nach rechts zum Grat abbiegt

Die Erstbesteigung des Durreck gelang im Juli 1877 C. Arnold aus München mit Josef Außerhofer aus Rein. Die beiden waren von der Moosmaier-Alm im Süden gestartet und erreichten über den Südostgrat den Gipfel. Im Sommer 1883 wurde das Durreck erstmals überschritten. Dies gelang V. H. Schnorr aus Zwickau mit dem Führer Johann Niederwieser, genannt Stabeler, aus Taufers. Sie waren von Norden aus dem Ahrntal gestartet waren und erreichten als erste über den Nordwestgrat den Gipfel. Der Abstieg erfolgte über den Südostgrat ins Reintal. Am 20. August 1909 wurde eine weitere Route auf das Durreck erstbegangen, O. Primus und F. Schaufler aus Innsbruck sowie H. Schwarweber aus Pforzheim gelangten über den nördlichen Begrenzungsgrat des Klausenkees zum Gipfel.
Der heute meist begangene Anstieg führt wie der Weg der Erstbesteiger über den Südostgrat. Man startet dabei meist in Rein und geht auf Almwegen zur Unterrieseralm, wo man den Almweg verlässt und weglos Richtung Nordwesten weit hinein in das wilde Kar zwischen Durreck und Moosstock aufsteigt. Über eine kurze, glatte Felsstufe und eine Rinne steigt man schließlich nach rechts zum Südostgrat auf. Über den zuletzt steiler werdenden Südostrücken gelangt man zum Gipfel. Der Anstieg erfordert stellenweise Kletterei in brüchigem Fels (II).